# Estación Luis María Saavedra
La estación Luis María Saavedra es una estación de tren, en la Buenos Aires, que forma parte del ramal Retiro-Mitre de la línea Mitre. Fue inaugurada en 1891.
El motivo de su nombre se debe a que Luis María Saavedra, reconocido político y militar argentino y sobrino de Cornelio Saavedra,  donó terrenos propios para la construcción de la estación, pidiendo como única condición que esta recibiese el nombre de su sexto hijo, de nombre homónimo, quien había fallecido durante la infancia.

## Ubicación
La estación se encuentra entre las calles Paroissien, Plaza y Av. Dr Ricardo Balbín, en el barrio porteño de Saavedra en la ciudad de Buenos Aires en Argentina. En las inmediaciones de la estación se encuentran numerosas líneas de colectivos que recorren la zona.

## Historia
En 1887 el presidente de la Nación el Dr. Miguel Juárez Celman, le otorgó a Emilio Nouguier la concesión de un ramal ferroviario a construir entre la estación Belgrano R (Ferrocarril de Buenos Aires a Rosario) y el pueblo de Las Conchas (Tigre). La nueva empresa se denominó “Compañía Nacional de Ferrocarriles Pobladores” e inició su cometido adquiriendo tierras en los lugares donde se construirían las estaciones del nuevo ramal.
Por decreto del 26 de octubre de 1889, se autorizó la construcción de una estación en el barrio de Cornelio Saavedra, cuyo nombre hacía honor al presidente de la Primera Junta de gobierno surgida el 25 de mayo de 1810. Fundado en 1873 como pueblo Saavedra, la zona se caracterizaba por tener quintas, viviendas familiares y comercios, todos ellos estructurados a lo largo del arroyo Medrano, desde las tierras de Luis María Saavedra (actual Parque General Paz) hasta las vías del Ferrocarril del Norte, donde se encontraba la estación Nuñez, pasando por el Paseo del Lago (hoy Parque Saavedra) y la avenida 25 de Mayo (hoy Avenida Cabildo). Luis María Saavedra, sobrino del brigadier general Cornelio Saavedra, se encontraba casado con Dámasa Zelaya, con quien había tenido cinco hijas mujeres y un sexto hijo varón al que habían bautizado con el mismo nombre de su padre, aunque pocos años después el niño falleció. Luis María Saavedra donó los terrenos para la futura estación del barrio con la condición de que ésta llevara el nombre de su hijo.
Hacia fines de 1889 se detuvieron los trabajos de construcción del ramal de Belgrano R al Delta ante las dificultades que tenía la empresa para obtener créditos. Así el emprendimiento termina pasando a manos del Ferrocarril de Buenos Aires a Rosario y la estación Luis María Saavedra se inaugura el 1 de febrero de 1891.

## Infraestructura
La estación se encuentra casi en el estado original de su construcción, en los dos edificios que la componen se pueden ver detalles de la construcción original, así como los andamios (los cuales están sostenidos por rieles de tren cortados que sirven como base) y el puente peatonal que cruza de un andén al otro.